# Солоновська сільська рада (Волчихинський район)
Солоно́вська сільська рада (рос. Солоновский сельский совет) — сільське поселення у складі Волчихинського району Алтайського краю Росії.
Адміністративний центр та єдиний населений пункт — село Солоновка.

## Населення
Населення — 779 осіб (2019; 926 в 2010, 1056 у 2002).